# Let's Go Eat the Factory
| Recensione     | Giudizio |
| -------------- | -------- |
| Piero Scaruffi | [ 1 ]    |
| Ondarock       |          |
| Rockol         |          |
| Pitchfork      |          |

Let's Go Eat the Factory è il 17° album in studio del gruppo musicale statunitense Guided by Voices, pubblicato nel 2012; fu il primo album del gruppo dopo essersi ricostituito nel 2010. Venne registrato a casa di Tobin Sprout.

## Tracce
Testi e musiche di Robert Pollard, eccetto dove indicato.
1. Laundry and Lasers – 2:38
2. The Head – 1:10
3. Doughnut for a Snowman – 1:44
4. Spiderfighter (Tobin Sprout) – 3:35
5. Hang Mr. Kite – 1:40
6. God Loves Us (Mitch Mitchell, Jim Pollard, R. Pollard, Sprout) – 1:28
7. The Unsinkable Fats Domino – 1:53
8. Who Invented the Sun (Sprout) – 1:21
9. The Big Hat and Toy Show (Greg Demos, J. Pollard, R. Pollard) – 2:12
10. Imperial Racehorsing – 2:54
11. How I Met My Mother – 1:02
12. Waves (Sprout) – 3:22
13. My Europa – 1:48
14. Chocolate Boy – 1:31
15. The Things That Never Need (Sprout) – 1:11
16. Either Nelson – 2:04
17. Cyclone Utilities (Remember Your Birthday) (Mitchell, R. Pollard) – 2:50
18. Old Bones (Sprout) – 2:03
19. Go Rolling Home (Demos, R. Pollard) – 0:34
20. The Room Taking Shape (Demos, R. Pollard) – 0:43
21. We Won't Apologize for the Human Race – 4:01

## Formazione
- Robert Pollard
- Tobin Sprout
- Greg Demos
- Mitch Mitchell
- Kevin Fennell